# Artykuł monograficzny
Artykuł monograficzny – rodzaj formy pracy naukowej, przedstawiającej w udokumentowany i wyczerpujący sposób jedno opisywane zagadnienie. Ma od kilkunastu do kilkudziesięciu stron, ponieważ opisywany temat jest zbyt wąski na znacznie większą monografię.
Omawia i ocenia krytycznie dany problem naukowy, za pomocą wszystkich dostępnych informacji dotyczących go bezpośrednio. Artykuł monograficzny musi być zgodny z najaktualniejszymi wynikami badań innych naukowców. Zawiera wyniki, wnioski i podsumowania badań własnych piszącego naukowca, a także jego hipotezy.